# 레이 S. 클라인

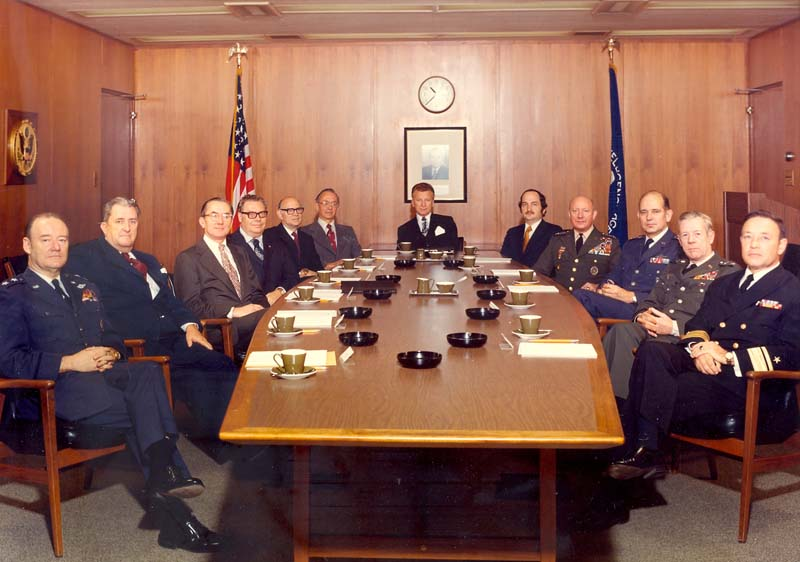
왼쪽에서 4번째 인물이 레이 S. 클라인이다.

레이 S. 클라인(Ray S. Cline, 본명: 레이 스타이너 클라인, Ray Steiner Cline, 1918년 6월 4일 ~ 1996년 3월 15일)은 미국 중앙정보국(CIA)의 관리였으며 쿠바 미사일 위기 당시 CIA 수석 분석가로 가장 잘 알려져 있다.

## 배경
레이 S. 클라인은 1918년 일리노이주 클라크 카운티 앤더슨 타운십에서 태어나 인디애나주 테르호트에서 자랐으며 1935년 와일리 고등학교를 졸업했다. 그는 장학금을 받고 하버드 대학교에서 A.B. 1939년. 그는 1939년부터 1940년까지 옥스퍼드 대학교 발리올 칼리지에서 헨리 상 장학금을 받았다. 그는 하버드로 돌아와 석사 학위를 받았다. 그는 1941년에 하버드 펠로우 협회에 가입하도록 초청받았지만 제2차 세계 대전이 발발하자 1년 만에 떠나 전쟁 노력에 동참했다.
클라인은 1941년 마조리 윌슨과 결혼했다. 그 부부에게는 주디스와 시빌이라는 두 딸이있었다. 시빌이 이혼할 때까지 클라이은은 스테판 할퍼의 시아버지였다.
클라인은 1996년 3월 15일 버지니아주 알링턴군에 있는 자택에서 77세의 나이로 알츠하이머병으로 사망했다.